# 쓰네야마역
쓰네야마역(일본어: 常山駅)은 일본 오카야마현 다마노시에 위치한 서일본 여객철도 우노 선의 철도역이다. 단선 승강장 1면 1선의 구조를 갖춘 지상역이다.

## 이용 현황
| 승차 인원 추이 | 승차 인원 추이 |
| 연도           | 1일 평균       |
| -------------- | -------------- |
| 1999           | 408            |
| 2000           | 403            |
| 2001           | 410            |
| 2002           | 398            |
| 2003           | 403            |
| 2004           | 367            |
| 2005           | 379            |
| 2006           | 356            |
| 2007           | 353            |
| 2008           | 363            |
| 2009           | 357            |
| 2010           | 373            |
| 2011           | 367            |
| 2012           | 376            |
| 2013           | 410            |
| 2014           | 416            |

## 역 주변
- 국도 제30호선
- 쓰네야마 산
- 쓰네야마 성

## 역사
- 1939년 1월 1일 : 우노 선의 유가 (현 · 하자카와 역) - 하치하마 간에 신설 개업.
- 1960년 10월 1일 : 우노 선 전철화 완성. 전동차 운전 개시.
- 1961년
  - 4월 : 국도 제30호선 개통.
  - 9월 1일 : 우노 선의 단선 자동화 개시.
- 1970년
  - 4월 5일 : 우노 선 CTC화 완성.
  - 4월 30일 : 우노 선의 수소 하물 운반 전차 운행 종료. (자야마치 - 우노 간의 도중 역으로 하물 취급 폐지)
- 1987년
  - 3월 23일 : 오카야마 - 우노 간에 213계 전차를 사용했던 쾌속 '비산 라이너' 운행 개시.
  - 4월 1일 : 일본국유철도 분할 민영화에 의해, 서일본 여객철도 운행 개시.
- 1988년 4월 10일 : 세토 대교 개통. 혼시비산 선이 개업해 쾌속 '마린 라이너' 등이 운행 개시. 동시에 오카야마 - 우노 간의 쾌속 '비산 라이너'는 폐지.

## 인접 역
| 서일본 여객철도 우노 선 | 서일본 여객철도 우노 선 | 서일본 여객철도 우노 선 |
| ----------------------- | ----------------------- | ----------------------- |
| 하자카와 오카야마 방면  | ■ 우노미나토 선         | 하치하마 우노 방면      |